# Salaawa
Il Salaawa (o al-Salaawa) è un animale leggendario dell'Africa settentrionale simile a una iena, che si dice uccida e mutili gli animali.